# Ла-Унион (кантон)
Ла-Унион (исп. La Unión) — кантон в провинции Картаго Коста-Рики.

## География
Находится на западе провинции. Граничит с провинцией Сан-Хосе. Административный центр — Трес-Риос.

## Округа
Кантон разделён на 8 округов:
1. Трес Риос
2. Сан-Диего
3. Сан-Хуан
4. Сан-Рафаэль
5. Консепсьон
6. Дульсе-Номбре
7. Сан-Рамон
8. Рио-Асуль